# Lecane perpusilla
Lecane perpusilla är en hjuldjursart som först beskrevs av Hauer 1929.  Lecane perpusilla ingår i släktet Lecane och familjen Lecanidae. Arten är reproducerande i Sverige. Inga underarter finns listade i Catalogue of Life.